# 김소원 (1935년)
김소원(한국 한자: 金素媛, 1935년 6월 28일 ~ )은 대한민국의 성우 출신의 배우이다.

## 생애
그녀는 1953년 연극배우 첫 데뷔하였고 연극 2편에 출연하고 나서 이듬해 1954년 서울중앙방송(현재 KBS 한국방송공사) 공채 1기 성우로 입사했으며 한국방송 성우극회 소속이다.
배우자는 조각가 최만린이고 1남 1녀 가운데 딸은 연극배우 최아란이다.
여성 정치가 박순천 전문 배역 배우이기도 하다.

## 학력
- 수도여자고등학교 (졸업)

## 출연작

### 연극
- 《춘향전》 (1953)
- 《배비장》 (1954)

### 라디오 드라마
- 서울중앙방송 《청실홍실》 (1956)

### TV 드라마
- MBC 《빨간 능금이 열릴때까지》 (1977)
- MBC 《포옹》 (1981)
- KBS 《아름다운 눈물》 (1982)
- KBS 《간호병동》(1984~1985)
- MBC 《유혹》 (1987)
- MBC 《제2공화국》 (1989)
- KBS 《울 밑에 선 봉선화》 (1989)
- KBS 《꽃 피고 새 울면》 (1990)
- MBC 《제3공화국》 (1993)
- KBS 《하늘 바라기》 (1995) - 한 씨 역
- SBS 《삼김시대》 (1998)
- SBS 《토마토》 (1999) - 어린이집 원장 역
- SBS 《그녀의 선택》 (1999)
- MBC 《보고싶은 얼굴》 (2001)
- MBC 《상도》 (2001)
- MBC 《현정아 사랑해》 (2002)
- MBC 《리멤버》 (2002)
- MBC 《삼총사》 (2002)
- EBS 《TV로 보는 원작동화 - 양파의 왕따일기》- 양미희 할머니 역
- EBS 《TV로 보는 원작동화 - 아빠의 선생님》- 지막분 선생님 역
- MBC 《대장금》 (2003)
- MBC 《왕꽃 선녀님》 (2004) - 김무빈의 할머니 역
- MBC 《한강수타령》 (2004)
- MBC 《히트》 (2007년) - 신일영의 담임선생님 역

### TV 시트콤(카메오 출연)
- MBC 《남자 셋 여자 셋》 (1996) - 안문숙의 이복언니 안소원(초취 소생) 역
- SBS 《LA아리랑》 (1998)
- MBC 《세 친구》 (2000) - 정신과 의사 정웅인이 일으킨 교통사고 소동 속에 탈출한 노파 김소원(극중 임대호 모) 역으로 단역
- MBC 《연인들》 (2002) - 한의사 이정진의 외할머니 김소원 역으로 단역

### 연극
- 1986년 《대원군》 ... 흥인군부인 안동 김씨 역(단역)
- 1987년 《금삼지혈》 ... 중모현주 전주 이씨 역(조연)
- 1993년 《이괄과 흥안군》 ... 정신옹주 전주 이씨 역(단역)

### 영화
- 《로맨스 빠빠》 (1960) ... 곱단 친구 역
- 《천국의 계단》 (1991) ... 명길 모 역

### 성우 활동

#### 영화
- 《별들의 고향》 (1973)

## 가족 관계
- 배우자 : 최만린 (1935년 10월 3일 ~ 2020년 11월 17일)
  - 아들 : 최아사 (1960년 ~ )
    - 며느리 : 박희교 (1964년 ~ )

  - 딸 : 최아란 (1962년 11월 14일 ~ )
- 동생 : 김민자 (1942년 7월 27일 ~ )
- 제부 : 최불암 (1940년 6월 15일 ~ )

## 이외 이력
- 동국대학교 연극영화학과 겸임교수(1990년~1991년)